# Chrpa žlutá
Chrpa žlutá (Centaurea solstitialis) je téměř metr vysoká, žlutě kvetoucí bylina, která svými ostny vespod květního úboru vzdáleně připomíná bodlák. Je jedním z mnoha druhů rodu chrpa.

## Výskyt
Druh pocházející z jižní a jihovýchodní Evropy, z oblasti Kavkazu, Malé a Střední Asie a severní Afriky, jenž byl zavlečen téměř do celé Evropy, Severní a Jižní Ameriky, Austrálie i na Nový Zéland; v některých nových krajích je pokládán přímo za invazní druh. Jeho šíření úzce souvisí s rozvojem cestování a převážení semen obilnin nebo travin.
Nejčastěji roste na plně osvětleném místě v hluboké a dobře odvodněné půdě, dlouhý kořen dokáže zajistit dostatek vláhy i přes suché letní období. Může růst až do nadmořské výšky 2400 m, obvykle se však nachází na místech do 1500 m. Vyskytuje se hlavně na úrodných sušších půdách, na pastvinách, loukách, okolo silnic, potoků a železničních tratí i na narušených půdách poblíž lidských obydlí. Velmi často se objevuje mezi prvními novými rostlinami na vypálených plochách.
Do České republiky je tento neofyt zanášen příležitostně, prvně byl zaznamenán roku 1823. V současnosti se krátkodobě vyskytuje v teplejších oblastech republiky.

## Popis

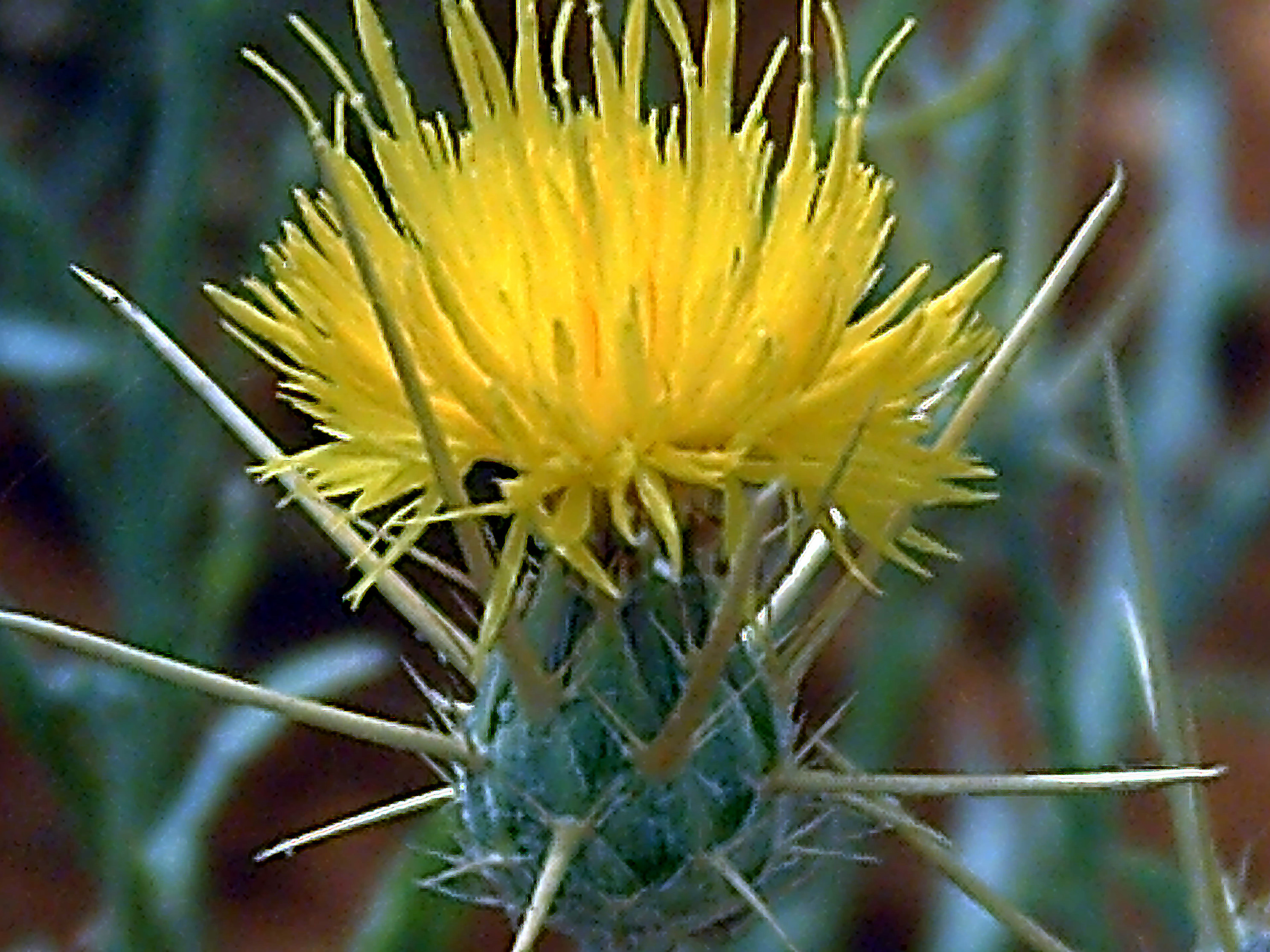
Úbor

Šedozelená až modrozelená, obvykle dvouletá rostlina dorůstající do výše 40 až 90 cm. V prvém roce vyrůstá z vřetenovitého kořene, který roste do hloubky až 1 metr, listová růžice tvořená řapíkatými, namnoze lyrovitě peřenodílnými listy dlouhými až 15 cm a širokými do 4 cm. V druhém roce z růžice vyrůstá přímá, tuhá, pavučinatě chlupatá lodyha která je od báze rozkladitě větvená do dlouhých větví. Lodyžní listy jsou mnohem kratší, kopinaté až čárkovité, po obvodě celistvé nebo zubaté a bývají plstnatě pavučinaté, směrem vzhůru se zmenšují, mívají voskový povlak. Lodyhy po odkvětu s příchodem podzimu usychají, ale zůstávají obvykle přes zimu stát.
Na koncích větví jednotlivě vyrůstají vejčité květní úbory s asi 50 kvítky, které mají citrónově žluté trubkovité koruny 13 až 20 mm dlouhé, přičemž okrajové kvítky jsou někdy sterilní. Statným jedincům mohou vyrůstat úbory ještě na dlouhých stopkách v úžlabí listů. Zákrov 12 až 18 mm vysoký je tvořen pavučinatě chlupatými a postupně olysávajícími střechovitě uspořádanými zákrovní listeny. Ty jsou protaženy v dlouhé ostny (10 až 25 mm) a na jejich spodině ještě bývají 2 až 3 páry krátkých postranních osténků. Rostlina tak někdy působí dojmem bodláku.
Semena jsou soudkovité, 2 až 3 mm dlouhé nažky dvojího typu, s chmýrem a bez chmýru. Ve středu květního terče jsou nažky s bílým chmýrem stejně dlouhým jako jsou samy, bývá jich asi 75 až 90 %. Zbytek nažek bez chmýru vyrůstá po obvodě květního lůžka, jsou tmavší a vytvářejí tmavší kroužek, v suchém úboru zůstávají až do pozdního podzimu neb až do zimy. Opylení zajišťují převážně včely a čmeláci, po samoopylení se nevytvoří plodná semena; z jednoho úboru může být okolo 50 semen. Kvete od května do září.

## Rozmnožování
Chrpa žlutá se rozmnožuje semeny, která vítr roznáší pouze do vzdálenosti několika metrů od mateřské rostliny. Štětinky chmýru jsou ale tuhé, ostré a lehce ulpívají na srsti zvířat nebo oblečení lidí, takto jsou snáze zanášeny na větší vzdálenosti. Také se přichycují na zemědělskou a jinou dopravní techniku. Na největší vzdálenosti se dostávají se špatně čištěným osivem.
Velká rostlina může vyprodukovat desítky tisíc semen. Téměř 90 % semen je schopno po vysemenění do jednoho týdne vyklíčit za dostatku vlhkosti, světla a při teplotě 10 až 20 °C, v půdě mohou přežívat i 10 let. Převážná část semen vyklíčí ještě na podzim, ale hodně mladých rostlinek zimu nepřežije; za příhodných podmínek však na jaře vytváří rozsáhlé kolonie.

## Význam
Jakkoliv se chrpa žlutá v ČR nepovažuje za obtížný plevel (v Maďarku je dokonce chráněna), na mnohá místech, kde byla zavlečena a nemá přirozených nepřátel, se stává velmi škodící rostlinou. Ve Spojených státech amerických, kam se dostala okolo roku 1800, vytváří v Kalifornii na mnoha pastvinách neproniknutelné porosty, hovězí dobytek starší rostliny s ostny nespásá. Její monokultura pak vytlačuje jak původní rostlinstvo, tak i drobné živočichy. Pro jejich likvidaci se mimo herbicidů zkoušejí také biologičtí pomocníci, nosatci a vrtule, které mají napadat semena rostlin a tak snižovat velkou plodnost rostlin. Zkouší se také některé druhy rzí, jež mají likvidovat celé rostliny.